# Elmir Nabiullin
Elmir Ramilevich Nabiullin (Kazán, Rusia, 8 de marzo de 1995) es un futbolista ruso. Juega de defensa.

## Selección nacional
Ha jugado un partido con la selección de fútbol de Rusia.

## Clubes
| Club                     | País  | Año       |
| ------------------------ | ----- | --------- |
| F. C. Rubin Kazán        | Rusia | 2014-2018 |
| Zenit de San Petersburgo | Rusia | 2018-2019 |
| P. F. C. Sochi           | Rusia | 2019-2021 |
| F. K. Jimki              | Rusia | 2021-2022 |
| F. C. Nizhni Nóvgorod    | Rusia | 2022-2023 |
| F. C. Rubin Kazán        | Rusia | 2023      |

## Palmarés

### Títulos nacionales
| Título                | Club                     | País  | Año     |
| --------------------- | ------------------------ | ----- | ------- |
| Liga Premier de Rusia | Zenit de San Petersburgo | Rusia | 2018-19 |